# Angelica Aposteanu
Angelica Aposteanu, zuvor Angelica Chertic, (* 21. August 1954 in Bistrița) ist eine ehemalige rumänische Ruderin. Sie war 1980 Olympiadritte im Achter.

## Sportliche Karriere
Die 1,75 m große Ruderin von Steaua Bukarest bildete 1977 zusammen mit Marlena Predescu einen Zweier ohne Steuerfrau. Bei den Weltmeisterschaften in Amsterdam belegten die beiden Rumäninnen den vierten Platz und hatten dabei 0,65 Sekunden Rückstand auf die drittplatzierten Kanadierinnen. Bei den Weltmeisterschaften 1978 belegten Angelica Chertic und Marlena Zagoni-Predescu den fünften Platz.
1980 startete Angelica Aposteanu unter ihrem neuen Namen im rumänischen Achter. Bei den Olympischen Spielen 1980 in Moskau nahmen nur sechs Frauenachter teil, von denen fünf das Finale bestritten. Der rumänische Achter mit Angelica Aposteanu, Marlena Zagoni, Rodica Frîntu, Florica Bucur, Rodica Puscatu, Ana Iliuță, Maria Constantinescu, Elena Bondar und Steuerfrau Elena Dobrițoiu gewann die Bronzemedaille hinter den Booten aus der DDR und der UdSSR.